# ويليام أندريس
ويليام أندريس هو فلاح وسياسي كندي، ولد في 2 أغسطس 1925 في جمهورية أوكرانيا الاشتراكية السوفيتية، وتوفي في 23 سبتمبر 2010. حزبياً، نشط في الحزب الليبرالي الكندي. وقد انتخب عضو مجلس العموم الكندي.